# Alexandra Worisch
Alexandra Worisch (Wenen, 29 september 1965) is een Oostenrijkse synchroonzwemster die deelnaam aan de Olympische Zomerspelen 1984. Daarnaast werd Worisch een maal Europees Kampioen.

## Levensloop

### 1978-1984
Alexandra Worisch nam deel aan de Wereldkampioenschappen synchroonzwemmen 1978 en eindigde als twaalfde in de solowedstrijd. In 1981 Europese kampioenschappen synchroonzwemmen won Worisch de zilveren medaille in de solowedstrijd. In het duet wonnen Worisch en Eva-Maria Edinger de bronzen medaille. Op de Wereldkampioenschappen synchroonzwemmen eindigde Worisch als negende in de solo en als achtste in het duet met Edinger.  In 1984 in Los Angeles stond synchroonzwemmen voor het eerst op het Olympische programma. In het duet eindigden Worisch en Edinger als tiende in de kwalificatie, alleen de acht beste duo's bereikten de finale. Worisch eindigde vervolgens ook als tiende in de individuele wedstrijd, waar alleen de eerste acht zwemmers de finale bereikten. 

### 1985-1987
Tijdens de Europese kampioenschappen synchroonzwemmen 1985 won Worisch de bronzen medaille op het solo onderdeel. In het duo wonnen Worisch en Edinger de Europese titel.  In 1986 eindigde Worisch als vijfde in de solowedstrijd op de Wereldkampioenschappen synchroonzwemmen.  In haar laatste grote internationale wedstrijd won Worisch de zilveren medaille in het solo-evenement achter op de Europese kampioenschappen synchroonzwemmen 1987.
Worisch kwam uit voor de Weense Zwembond. Ze werd aanvankelijk gecoacht door haar moeder Eva Worisch, vervolgens door de Engelse Dawn Zajac en ten slotte door de Canadese Sharon Hambrook. 
Na haar actieve carrière werkte Alexandra Worisch aanvankelijk als coach. Later werd ze fysiotherapeute in Wolkersdorf in het Weinviertel. 

## Privè
Ze is de dochter van schoonspringers Eva Pfarrhofer en Franz Worisch. Alexandra's broer, Michael Worisch, nam ook als schoonspringer deel aan de Olympische Spelen. synchroonzwemster Nadine Brandl is haar nichtje.